# Собельман, Игорь Ильич
Игорь Ильич Собельман (26 января 1927 года, Москва, СССР — 23 ноября 2005 года, Москва, Россия) — советский и российский физик, специалист в области лазерной оптики, член-корреспондент РАН (1991).

## Биография
Родился 26 января 1927 года в Москве.
Во время Великой Отечественной войны был в эвакуации в Перми, где после окончания 8 классов работал слесарем на заводе.
В 1943 году — вернулся в Москву, учился в вечерней школе и работал в мастерских Московского высшего технического училища (МВТУ).
В 1944 году — поступил в МВТУ, специализировался на оптическом приборостроении, в 1947 году — перешёл в МГУ, в 1952 году — окончил физико-технический факультет МГУ.
В 1952—1956 — работал в ЦНИИ-58.
С 1956 по 1962 годы — работал в МИФИ.
В 1965 году — защитил докторскую диссертацию, в 1968 году — присвоено учёное звание профессора.
С 1962 года и до конца жизни — работал в ФИАН имени П. Н. Лебедева (с 1989 года — директор отделения оптики).
В 1991 году — избран членом-корреспондентом РАН.
Умер 23 ноября 2005 года, похоронен на Троекуровском кладбище Москвы.

## Научная деятельность
Специалист в области современной теории уширения спектральных линий, квантовой теории явлений.
Вел разработки актуальных приложений теории в физике плазмы, радиоастрономии, физике атомных столкновений.
Сформулировал нестационарный подход к теории уширения и сдвига спектральных линий атомов.
Под его научным руководством в ФИАНе была поставлена серия пионерских экспериментов по исследованию ридберговских состояний в лабораторных условиях, приведшая к новому подтверждению этой теории. Используя развитую им квантово-механическую теорию уширения и сдвига спектральных линий, предложил и обосновал возможность решения обратной задачи теории столкновений — об исследовании параметров матрицы рассеяния спектроскопическими методами.
В его работах в области квантовой электроники предложен и обоснован ряд методов создания мощных лазеров и преобразователей лазерных пучков на вынужденном рассеянии, способных сжимать световые пучки без увеличения их расходимости.
Совместно с С. Г. Раутианом предложил и обосновал метод оптической накачки люминесцирующих сред, нашедший практическое применение.
Принимал участие в проектировании комплекса средств вооружений противоракетной и противокосмической обороны «Терра-3» (фундаментальные исследования в области фотодиссоционных лазеров, в части общих перспектив их создания.

### Избранные труды
- Введение в теорию атомных спектров. М., 1963;
- Сечения возбуждения атомов и ионов электронами. М., 1973 (в соавт. с Л. А. Вайнштейном и Е. А. Юмовым);
- Возбуждение атомов и уширение спектральных линий. М., 1979 (в соавт. с Вайнштейном и Юмовым).

## Награды
- Государственная премия СССР в области науки и техники (1980)